# استانداری خوزستان
استانداری خوزستان یک نهاد مرتبط سازمان امور اداری کشور و نماینده دولت جمهوری اسلامی ایران در استان خوزستان است که در شهر اهواز واقع شده است.

## پیشینه
استانداری خوزستان از زمان ۱۳۰۹ یعنی زمان تشکیل این استان، تشکیل شده است.
وظایف استانداران و نحوه شکل‌گیری
در قانون ایران، استانداران به پیشنهاد وزیر کشور و تصویب هیئت وزیران، با حکم رئیس‌جمهور منصوب می‌شوند، همچنین عزل استانداران با پیشنهاد وزیر کشور، تأیید رئیس‌جمهور و سرانجام با حکم وزیر کشور انجام می‌شود. استانداران به‌عنوان عالی‌ترین مدیران ارشد در سطح هر استان شناخته می‌شوند.

## مدیریت
استان خوزستان پنجمین استان ایران است.
خوزستان در جنوب‌غربی ایران است، که بر کرانهٔ خلیج فارس قرار دارد و مرکز تولید نفت و گاز ایران به‌شمار می‌آید. مساحت استان خوزستان ۶۴٫۰۵۷ کیلومتر مربع است و با جمعیتی معادل ۴٬۷۱۰٬۵۰۶ نفر (۱۳۹۵).

### فرمانداری‌ها
- فرمانداری ویژه آبادان
- فرمانداری آغاجاری
- فرمانداری امیدیه
- فرمانداری اندیکا
- فرمانداری اندیمشک
- فرمانداری اهواز
- فرمانداری ایذه
- فرمانداری باغ‌ملک
- فرمانداری باوی
- فرمانداری بهبهان
- فرمانداری حمیدیه
- فرمانداری ویژه خرمشهر
- فرمانداری دزپارت
- فرمانداری ویژه دزفول
- فرمانداری دشت آزادگان
- فرمانداری رامشیر
- فرمانداری رامهرمز
- فرمانداری شادگان
- فرمانداری شوش
- فرمانداری شوشتر
- فرمانداری گتوند
- فرمانداری کارون
- فرمانداری کرخه
- فرمانداری لالی
- فرمانداری ماهشهر
- فرمانداری مسجدسلیمان
- فرمانداری هفتکل
- فرمانداری هندیجان
- فرمانداری هویزه
- فرمانداری صیدون[۵]

## بودجه
درآمد عمومی استان خوزستان در سال ۱۳۹۹، ۹۷۲۹ میلیارد تومان و هزینه‌های استانی ۹۸۵۳ میلیارد تومان بوده است. همچنین استان خوزستان ۶ درصد بودجه کشور را به خود اختصاص داده است.